# フリッツ・クライン (親衛隊員)
フリッツ・クライン（Fritz Klein 1888年11月24日 - 1945年12月13日）は、ドイツの医師・親衛隊将校。戦後の裁判を経て、ベルゲン・ベルゼン強制収容所における残虐行為を理由に絞首刑に処された。

## 経歴

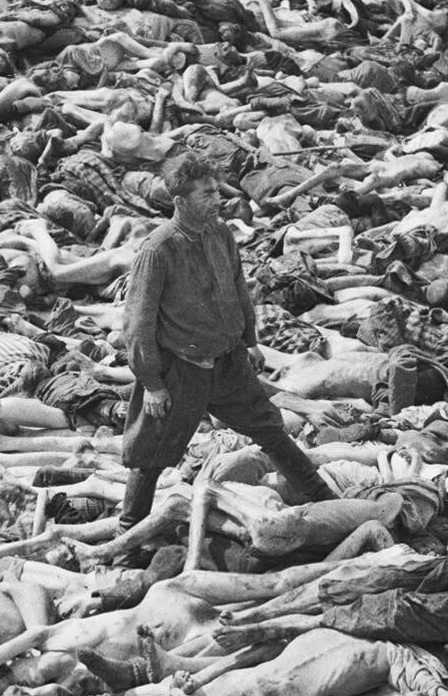
放置されていた収容者の死体を埋葬させられているクライン。英軍による撮影

クラインはオーストリア＝ハンガリー帝国のフェケテハロムに生まれた。彼はいわゆる民族ドイツ人であったとされている。ブダペスト大学で医学について学び、第一次世界大戦前後にはルーマニアで兵役に就く。戦後、ブダペストに戻り大学を卒業し、ジーベンビュルゲンにて医師として暮らす。1939年、ルーマニア市民として再びルーマニア陸軍に徴兵され、1941年にソ連との戦争が始まると衛生兵として東部戦線に送られた。1943年6月、イオン・アントネスク将軍はアドルフ・ヒトラー総統からの要求に応じ、ルーマニア軍に所属していた民族ドイツ人将兵をドイツ国防軍へと送った。クラインはドイツ国籍を有しなかった為、外国人でも所属が認められていた武装親衛隊の隊員として親衛隊人事本部の名簿に掲載され、ユーゴスラビアへと送られた。
1943年12月15日、クラインはアウシュヴィッツ＝ビルケナウ強制収容所に着任する。最初に与えられた任務はビルケナウの女性収容所付医師で、後にジプシー収容所付医師となる。医師だったクラインは、しばしば収容者の選別にも参加した。1944年12月、ノイエンガンメ強制収容所に異動となり、また1945年1月にはベルゲン・ベルゼン強制収容所に移った。クラインは所長ヨーゼフ・クラーマーSS大尉と共に最後まで収容所に残り、イギリス軍に対して収容所を降伏させた。クラインは投獄され、放置されていた死体の埋葬を手伝わされた。この頃、英第5軍撮影部隊はよく知られているクラインの写真及び映像を撮影している。
医師としての倫理的義務の元でなぜ残虐行為を働いたのかと問われた折、クラインは次の有名な言葉を残している。

我がヒポクラテスの誓いは、壊疽性虫垂炎を人体から切り離せと説く。ユダヤ人は人類の壊疽性虫垂炎である。だからして私は切除するのだ。

また、この言葉はアウシュヴィッツにてオーストリア人の収容者エラ・リンゲンス＝ライナー医学博士との間で交わされた次のような会話だったともされる。

リンゲンス博士は煙突を指さし、フリッツ・クライン博士に尋ねた。「あなたはどうやってあれと医師としての誓いの折り合いを付けているのですか？」と。彼は次のように応じた。「もちろん私は医者だから、常に生命を救いたいと思っている。そして私は人命を尊重するが故に壊疽性虫垂炎を身体から切除する。ユダヤ人は人類という身体に生じた壊疽なのだ」

クラインはベルゼン裁判にて死刑を宣告された。1945年12月13日、ハーメルン刑務所にてイギリスの死刑執行人アルバート・ピアポイントによって絞首刑に処された。